# Barbezières
Barbezières est une commune du Sud-Ouest de la France, située dans le département de la Charente (région Nouvelle-Aquitaine).
Ses habitants sont appelés les Berbicariens et Berbicariennes.

## Géographie

### Localisation et accès
Barbezières est une commune du nord-ouest de la Charente, limitrophe avec la Charente-Maritime et proche des Deux-Sèvres, située à 8 km à l'ouest d'Aigre, chef-lieu de son canton et à 35 km au nord-ouest d'Angoulême.
Elle est aussi à 15 km au nord de Rouillac, 17 km au sud-ouest de Villefagnan. En Charente-Maritime, Matha est à 18 km à l'ouest.
La commune est située au nord de la D 739, route d'Aigre à Matha, qui passe à 3 km du bourg. Des routes secondaires desservent la commune et se croisent au bourg. La D 67, est-ouest, va d'Aigre à Fontaine-Chalendray. La D 75, nord-sud va de Sonneville et Verdille à Lupsault et Couture-d'Argenson (Deux-Sèvres). La D 183 va du sud de la commune (la Brousse) à Ranville-Breuillaud et Beauvais-sur-Matha au sud-ouest.
La gare la plus proche est celle de Luxé, 16 km à l'est, où des TER vont en direction d'Angoulême, Poitiers et Bordeaux.

### Hameaux et lieux-dits
Le bourg de Barbezières est composé de quatre hameaux : le Chêne, chez Guérin, la Garenne et chez Feuillet. L'église et la mairie sont situées au Chêne. Juste au sud du bourg, on trouve la Brousse.
À l'ouest de la commune, en limite avec celle de Ranville-Breuillaud, on trouve Lucheville où est situé le château.

### Communes limitrophes
| Chives (Charente-Maritime) | Lupsault    |         |
| Ranville-Breuillaud        | Barbezières | Oradour |
|                            | Verdille    |         |

### Géologie et relief
Géologiquement, la commune est dans le calcaire du Jurassique du Bassin aquitain, comme toute la moitié nord du département de la Charente. Le Kimméridgien occupe plus particulièrement la surface communale,,.
Le relief de la commune est celui d'une plaine légèrement relevée au nord, d'une altitude moyenne de 100 m. Le point culminant est à une altitude de 141 m, situé sur la limite départementale dans la forêt au nord, à Bellevue. Le point le plus bas est à 79 m, situé sur la limite sud-est (vallon de Trompe-Loup). Le bourg est à 90 m d'altitude.

### Hydrographie

#### Réseau hydrographique

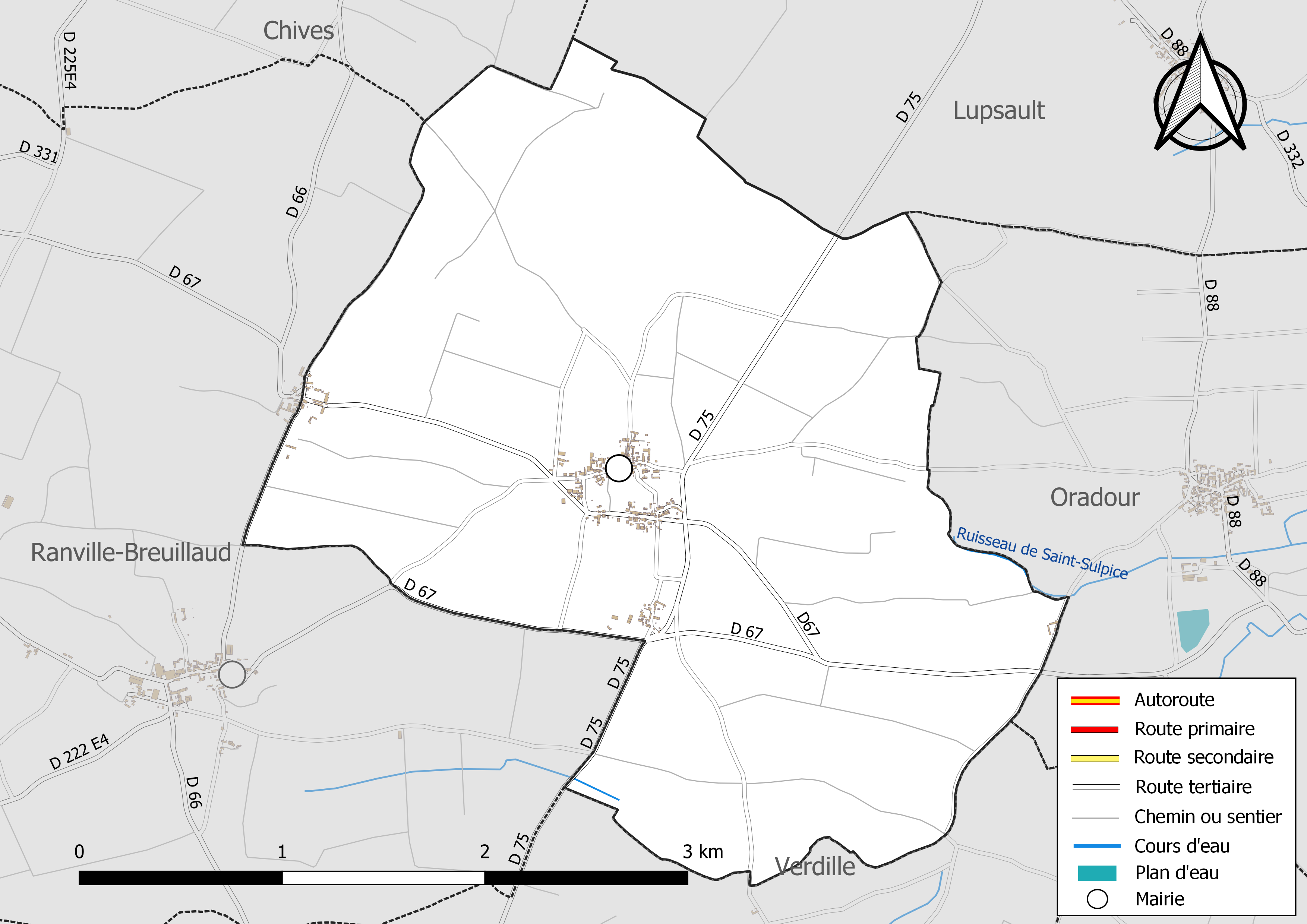
Réseaux hydrographique et routier de Barbezières.

La commune est située dans  le bassin versant de la Charente au sein  du Bassin Adour-Garonne. Elle est drainée par le ruisseau intermittent de Saint-Sulpice sur la limite orientale de la commune et par un petit cours d'eau, qui constituent un réseau hydrographique de 1 km de longueur totale,.

### Climat
Comme dans les trois quarts sud et ouest du département, le climat est océanique aquitain.

## Urbanisme

### Typologie
Au 1er janvier 2024, Barbezières est catégorisée commune rurale à habitat dispersé, selon la nouvelle grille communale de densité à 7 niveaux définie par l'Insee en 2022.
Elle est située hors unité urbaine et hors attraction des villes,.

### Occupation des sols
L'occupation des sols de la commune, telle qu'elle ressort de la base de données européenne d’occupation biophysique des sols Corine Land Cover (CLC), est marquée par l'importance des territoires agricoles (86,5 % en 2018), en augmentation par rapport à 1990 (83,6 %). La répartition détaillée en 2018 est la suivante : 
terres arables (68,5 %), zones agricoles hétérogènes (18,1 %), forêts (13,5 %). L'évolution de l’occupation des sols de la commune et de ses infrastructures peut être observée sur les différentes représentations cartographiques du territoire : la carte de Cassini (XVIIIe siècle), la carte d'état-major (1820-1866) et les cartes ou photos aériennes de l'IGN pour la période actuelle (1950 à aujourd'hui).

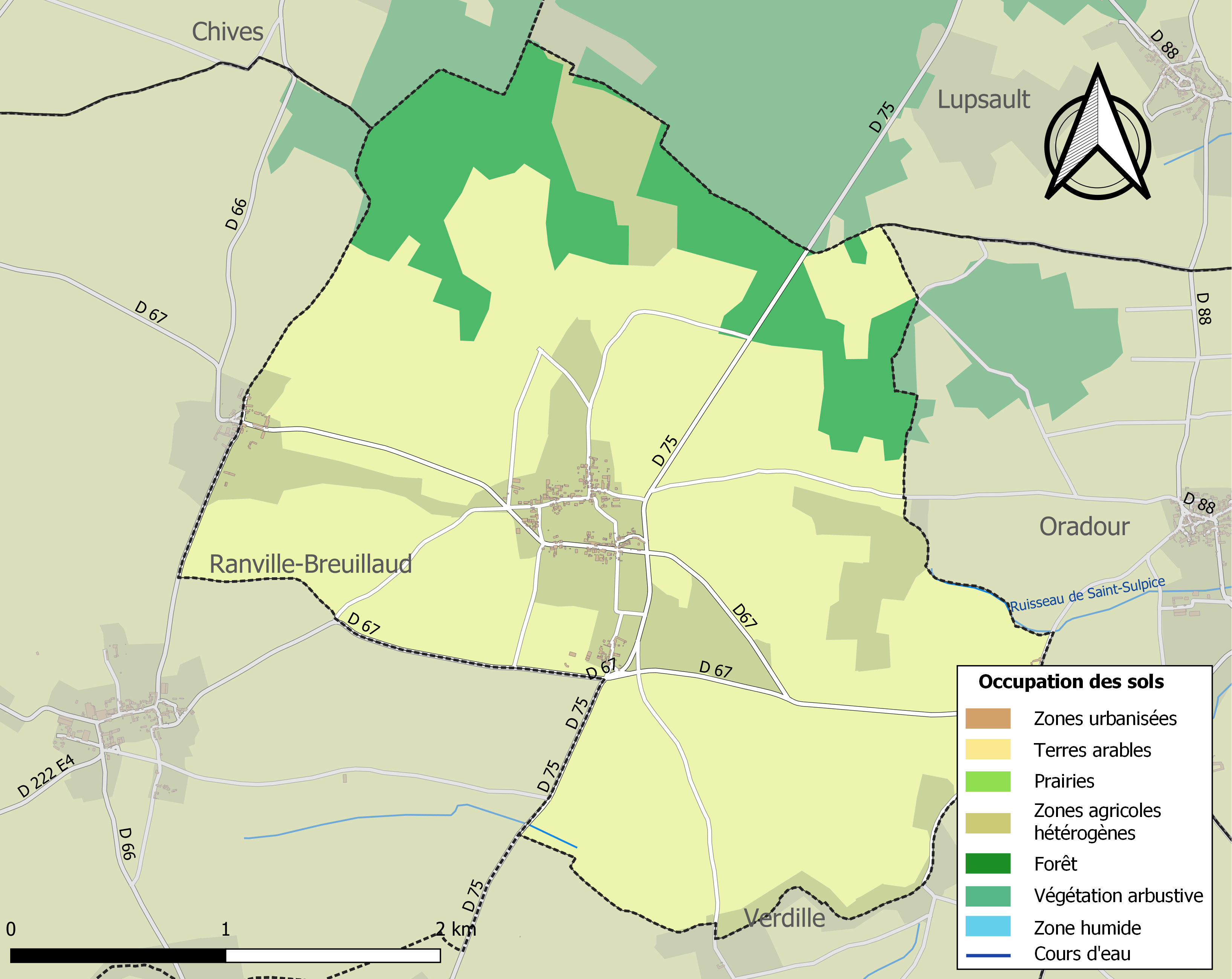
Carte des infrastructures et de l'occupation des sols de la commune en 2018 (CLC).

### Risques majeurs
Le territoire de la commune de Barbezières est vulnérable à différents aléas naturels : météorologiques (tempête, orage, neige, grand froid, canicule ou sécheresse) et séisme (sismicité modérée). Un site publié par le BRGM permet d'évaluer simplement et rapidement les risques d'un bien localisé soit par son adresse soit par le numéro de sa parcelle.

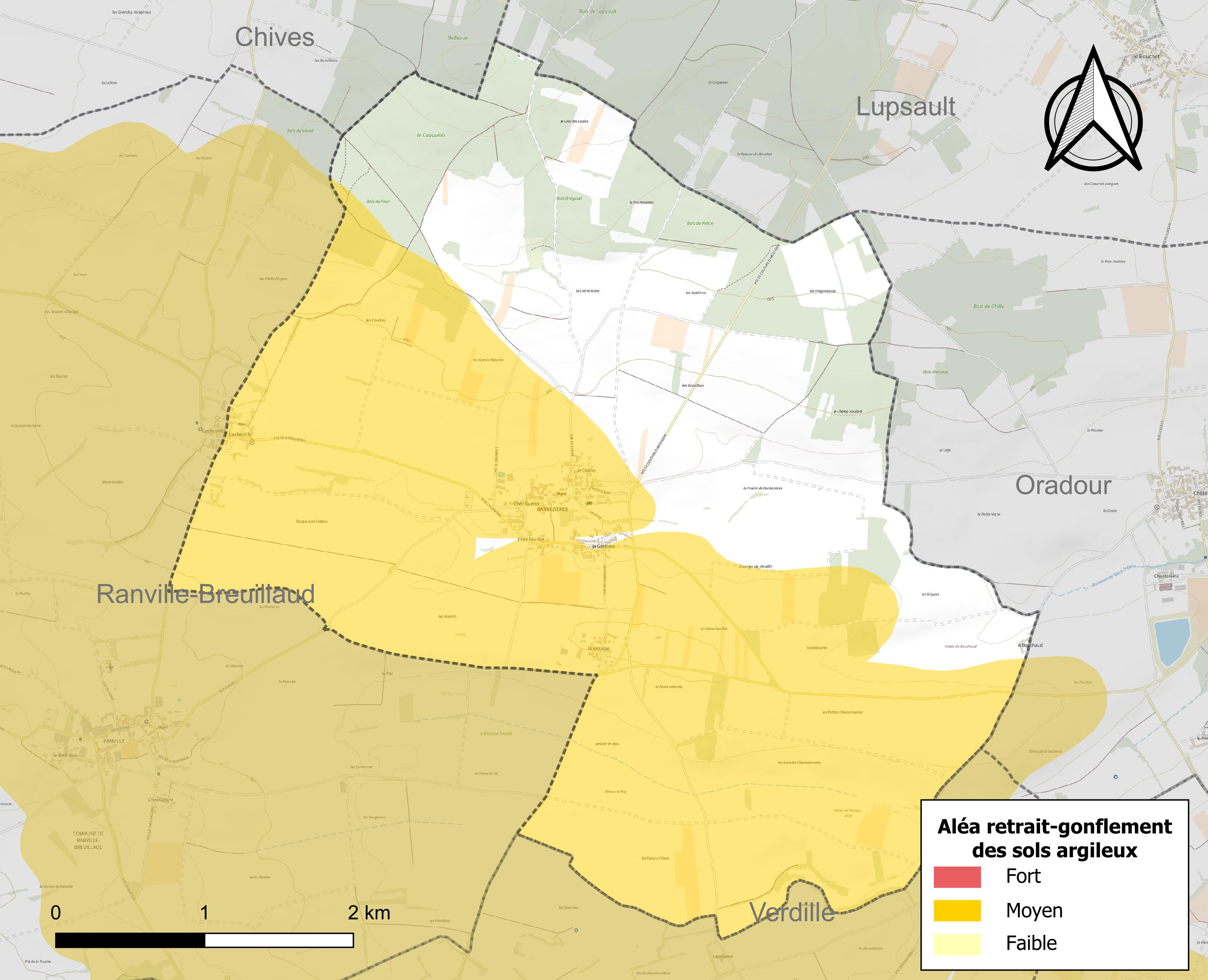
Carte des zones d'aléa retrait-gonflement des sols argileux de Barbezières.

Le retrait-gonflement des sols argileux est susceptible d'engendrer des dommages importants aux bâtiments en cas d’alternance de périodes de sécheresse et de pluie. 60,3 % de la superficie communale est en aléa moyen ou fort (67,4 % au niveau départemental et 48,5 % au niveau national). Sur les 96 bâtiments dénombrés sur la commune en 2019, 85 sont en aléa moyen ou fort, soit 89 %, à comparer aux 81 % au niveau départemental et 54 % au niveau national. Une cartographie de l'exposition du territoire national au retrait gonflement des sols argileux est disponible sur le site du BRGM,.
Par ailleurs, afin de mieux appréhender le risque d’affaissement de terrain, l'inventaire national des cavités souterraines permet de localiser celles situées sur la commune.
La commune a été reconnue en état de catastrophe naturelle au titre des dommages causés par les inondations et coulées de boue survenues en 1982 et 1999. Concernant les mouvements de terrains, la commune a été reconnue en état de catastrophe naturelle au titre des dommages causés par des mouvements de terrain en 1999.

## Toponymie
Les formes anciennes sont Barbegiere en 1274, Berbegeyres en 1302.
Le nom proviendrait de berbiceria, « la bergerie », centre d'élevage des brebis (berbex en bas latin, vervex en latin classique),. La racine et l'évolution du toponyme sont semblables à Barbezieux.

## Histoire
Dès le XIVe siècle, il est attesté que la terre de Barbezières appartenait à des seigneurs de même nom, qui l'ont conservée jusqu'au milieu du XVIIe siècle.
Cette seigneurie faisait partie de la principauté de Marcillac. La maison de Barbezières était une des familles les plus considérables de l'Angoumois, et une de ses branches, devenue aînée, s'est éteinte vers le milieu du XIXe siècle. Elle descendait de Pierre de Barbezières, mort en 1426, et la terre de Barbezières s'est transmise sans interruption par la branche aînée, qui s'est éteinte en 1620 en la personne d'un autre Pierre de Barbezières, chevalier, seigneur de Barbezières et de Péré, qui n'eut qu'une fille mariée à Henri des Cherments.
La seigneurie de Barbezières semble avoir été partagée à la suite d'une vente entre la famille de Brouilhac qui habitait le château et la famille Babin, dont un membre, Jean Babin, écuyer, seigneur de Ranville, se disputait le titre de seigneur de Barbezières avec son fils, Jacques.
Le premier château a été détruit durant la guerre de Cent Ans et le château actuel a été reconstruit un peu plus loin au XVe siècle.

## Politique et administration

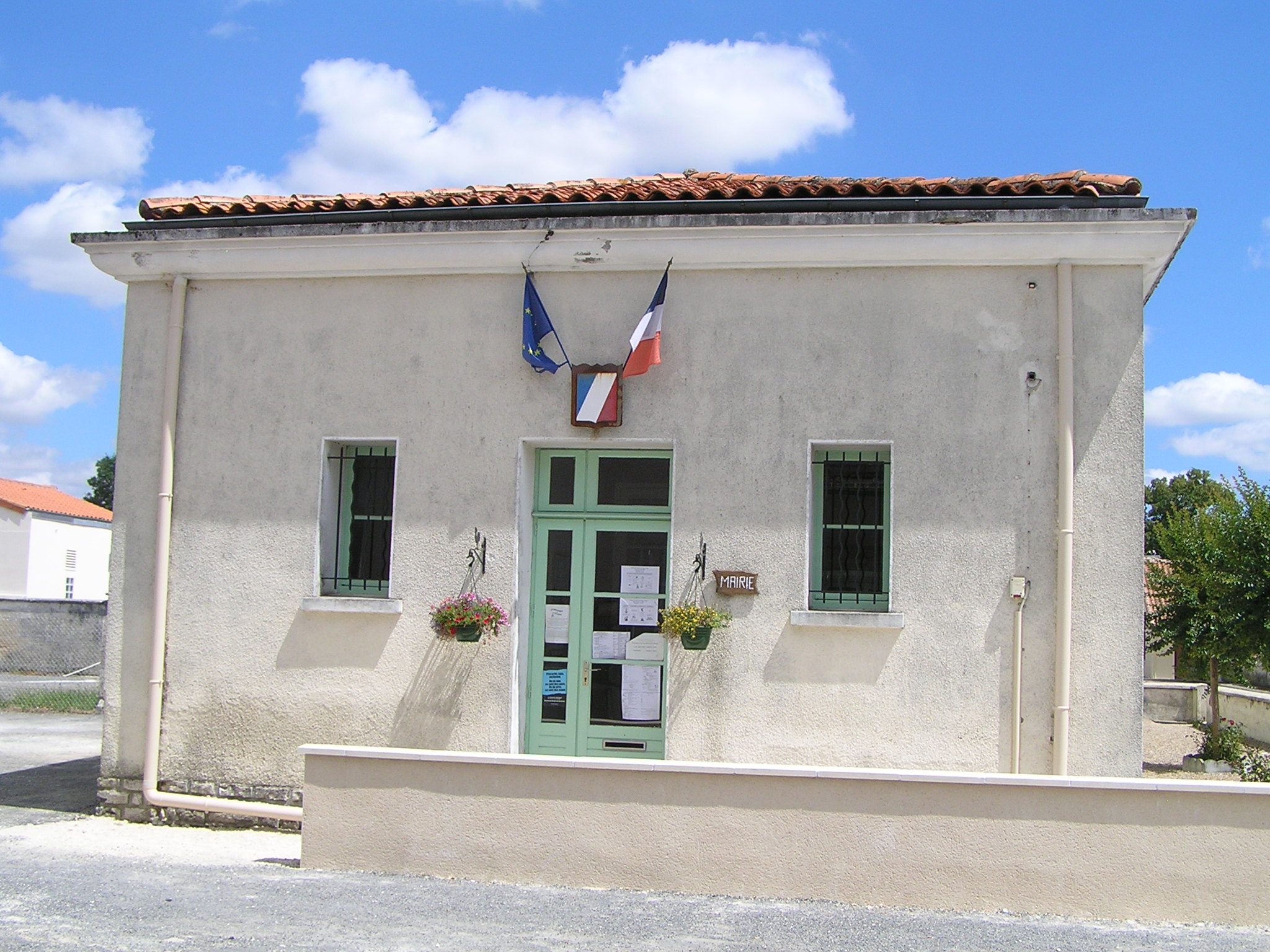
La mairie.

### Liste des maires
| Période                                  | Période   | Identité        | Étiquette          | Qualité     |
| ---------------------------------------- | --------- | --------------- | ------------------ | ----------- |
| maire en 1945                            | ?         | Ismaël Navarre  | Radical-socialiste | Ingénieur   |
| Les données manquantes sont à compléter. |           |                 |                    |             |
| 1976                                     | 1998      | Camille André   | PCF-DVG            |             |
| 1998                                     | mars 2001 | Georges Kostine |                    |             |
| mars 2001                                | en cours  | Didier Ravion   | Associatif         | Agriculteur |

### Fiscalité
La fiscalité est d'un taux de 17,77 % sur le bâti, 51,36 % sur le non bâti, 11,73 % pour la taxe d'habitation  et 6,94 % de taxe professionnelle (chiffres 2007).
La communauté de communes  prélève  2,61 % sur le bâti, 6,06 % sur le non bâti, 1,09 % pour la taxe d'habitation  et 1,45 % de taxe professionnelle.

## Population et société

### Démographie
L'évolution du nombre d'habitants est connue à travers les recensements de la population effectués dans la commune depuis 1793. Pour les communes de moins de 10 000 habitants, une enquête de recensement portant sur toute la population est réalisée tous les cinq ans, les populations de référence des années intermédiaires étant quant à elles estimées par interpolation ou extrapolation. Pour la commune, le premier recensement exhaustif entrant dans le cadre du nouveau dispositif a été réalisé en 2004.

En 2022, la commune comptait 137 habitants, en évolution de +9,6 % par rapport à 2016 (Charente : −0,48 %, France hors Mayotte : +2,11 %).
| 1793 | 1800 | 1806 | 1821 | 1831 | 1841 | 1846 | 1851 | 1856 |
| ---- | ---- | ---- | ---- | ---- | ---- | ---- | ---- | ---- |
| 332  | 372  | 370  | 416  | 479  | 491  | 468  | 470  | 428  |

| 1861 | 1866 | 1872 | 1876 | 1881 | 1886 | 1891 | 1896 | 1901 |
| ---- | ---- | ---- | ---- | ---- | ---- | ---- | ---- | ---- |
| 425  | 411  | 386  | 376  | 361  | 304  | 293  | 277  | 274  |

| 1906 | 1911 | 1921 | 1926 | 1931 | 1936 | 1946 | 1954 | 1962 |
| ---- | ---- | ---- | ---- | ---- | ---- | ---- | ---- | ---- |
| 277  | 288  | 288  | 265  | 281  | 252  | 212  | 219  | 224  |

| 1968 | 1975 | 1982 | 1990 | 1999 | 2004 | 2006 | 2009 | 2014 |
| ---- | ---- | ---- | ---- | ---- | ---- | ---- | ---- | ---- |
| 200  | 186  | 167  | 157  | 147  | 134  | 128  | 121  | 126  |

| 2019 | 2022 | - | - | - | - | - | - | - |
| ---- | ---- | - | - | - | - | - | - | - |
| 126  | 137  | - | - | - | - | - | - | - |

### Pyramide des âges
La population de la commune est relativement âgée.
En 2018, le taux de personnes d'un âge inférieur à 30 ans s'élève à 23 %, soit en dessous de la moyenne départementale (30,2 %). À l'inverse, le taux de personnes d'âge supérieur à 60 ans est de 38,9 % la même année, alors qu'il est de 32,3 % au niveau départemental.
En 2018, la commune comptait 68 hommes pour 58 femmes, soit un taux de 53,97 % d'hommes, largement supérieur au taux départemental (48,41 %).
Les pyramides des âges de la commune et du département s'établissent comme suit.
| Hommes | Classe d’âge | Femmes |
| ------ | ------------ | ------ |
| 1,5    | 90 ou +      | 1,7    |
| 5,9    | 75-89 ans    | 12,1   |
| 29,4   | 60-74 ans    | 27,6   |
| 22,1   | 45-59 ans    | 27,6   |
| 14,7   | 30-44 ans    | 12,1   |
| 13,2   | 15-29 ans    | 10,3   |
| 13,2   | 0-14 ans     | 8,6    |

| Hommes | Classe d’âge | Femmes |
| ------ | ------------ | ------ |
| 1      | 90 ou +      | 2,7    |
| 9,2    | 75-89 ans    | 12     |
| 20,6   | 60-74 ans    | 21,3   |
| 20,7   | 45-59 ans    | 20,3   |
| 16,8   | 30-44 ans    | 16     |
| 15,6   | 15-29 ans    | 13,4   |
| 16,1   | 0-14 ans     | 14,3   |

## Économie
L'agriculture est principalement céréalière.
La viticulture occupe une petite partie de l'activité agricole. La commune est classée dans les Fins Bois, dans la zone d'appellation d'origine contrôlée du cognac.

## Lieux et monuments

### Patrimoine religieux

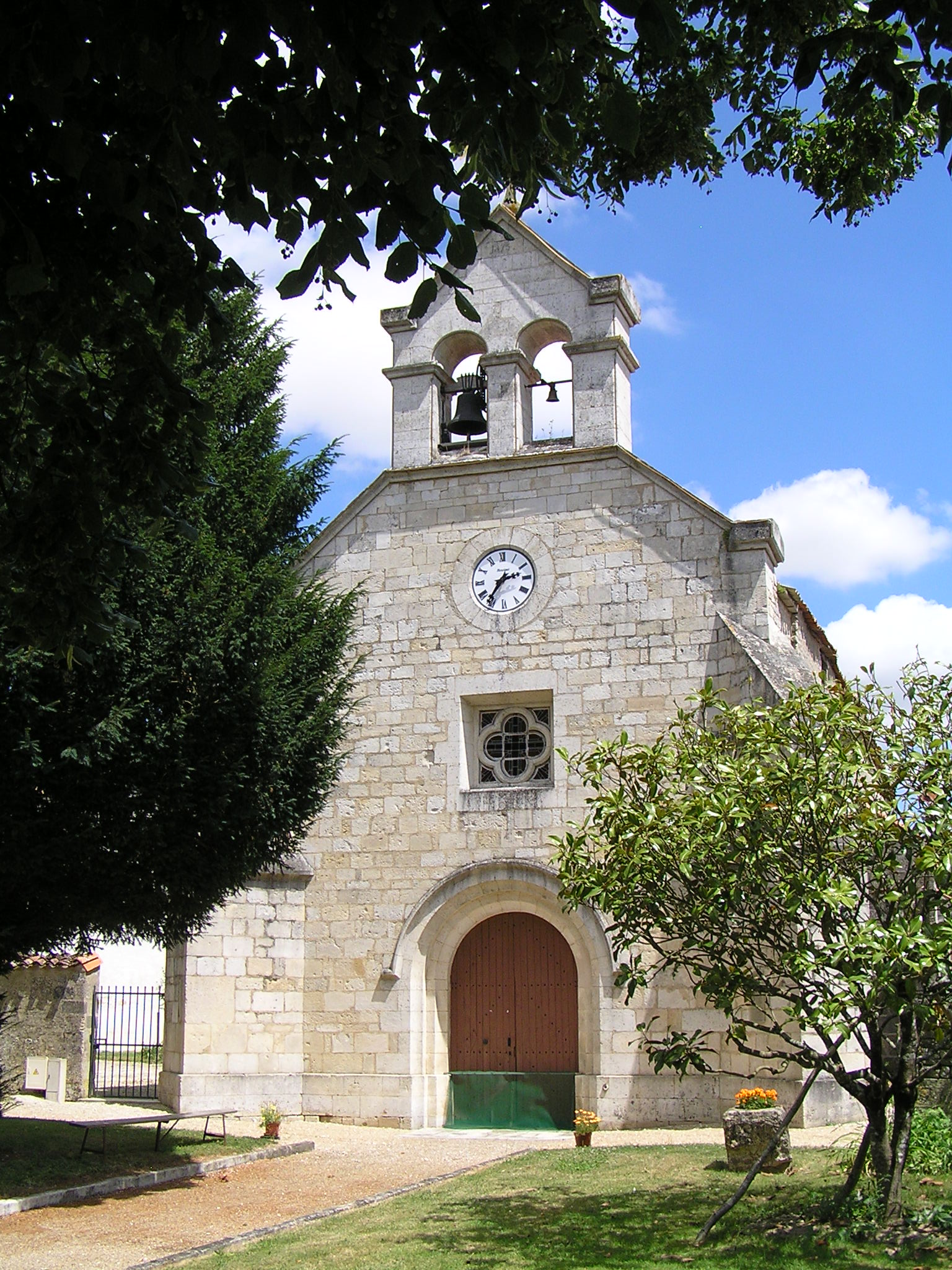
L'église Saint-Martin.

L'église paroissiale Saint-Martin, romane, changea plusieurs fois d'affectation. Cette église fut initialement donnée à la fin du XIe siècle par Hélie de Marcillac, seigneur de Barbezières, à l'abbaye de Saint-Amant-de-Boixe. Au milieu du XIIIe siècle, elle perdit sa cure et devint l'église de la commanderie Saint-Martin de l'ordre du Temple, avant de devenir possession de l'ordre de Malte.
Elle a été remaniée au XVIe siècle, et, ayant souffert lors de la guerre de Cent Ans, ne conserva de l'époque romane que ses murs. Le chœur fut recouvert au XVe siècle.
Elle est de plan allongé, à un vaisseau, à voûte en berceau. La voûte de la nef a été refaite en 1859 et le clocher reconstruit en 1874. La façade date aussi de cette époque,.
L'église Saint-Martin est inscrite aux monuments historiques depuis 1993.

### Patrimoine civil
Le château de Barbezières du XVe siècle se compose d'un corps de logis rectangulaire à toiture à deux pans avec à une extrémité une grosse tour ronde coiffée d'une poivrière côté jardin et une petite tour carrée renfermant un escalier à vis.
Les toitures sont couvertes de tuiles plates,.
La motte des Grands-Bois accueille les vestiges du premier château de Barbezières. Des fouilles réalisées à la fin du XIXe siècle par Alexis Favraud ont mis au jour les vestiges d'une enceinte de pierre enserrant une tour carrée de 15 m de côté. Plus récemment fut découvert sur le site un souterrain associé à un mobilier témoignant d'une occupation médiévale liée à un milieu chevaleresque.

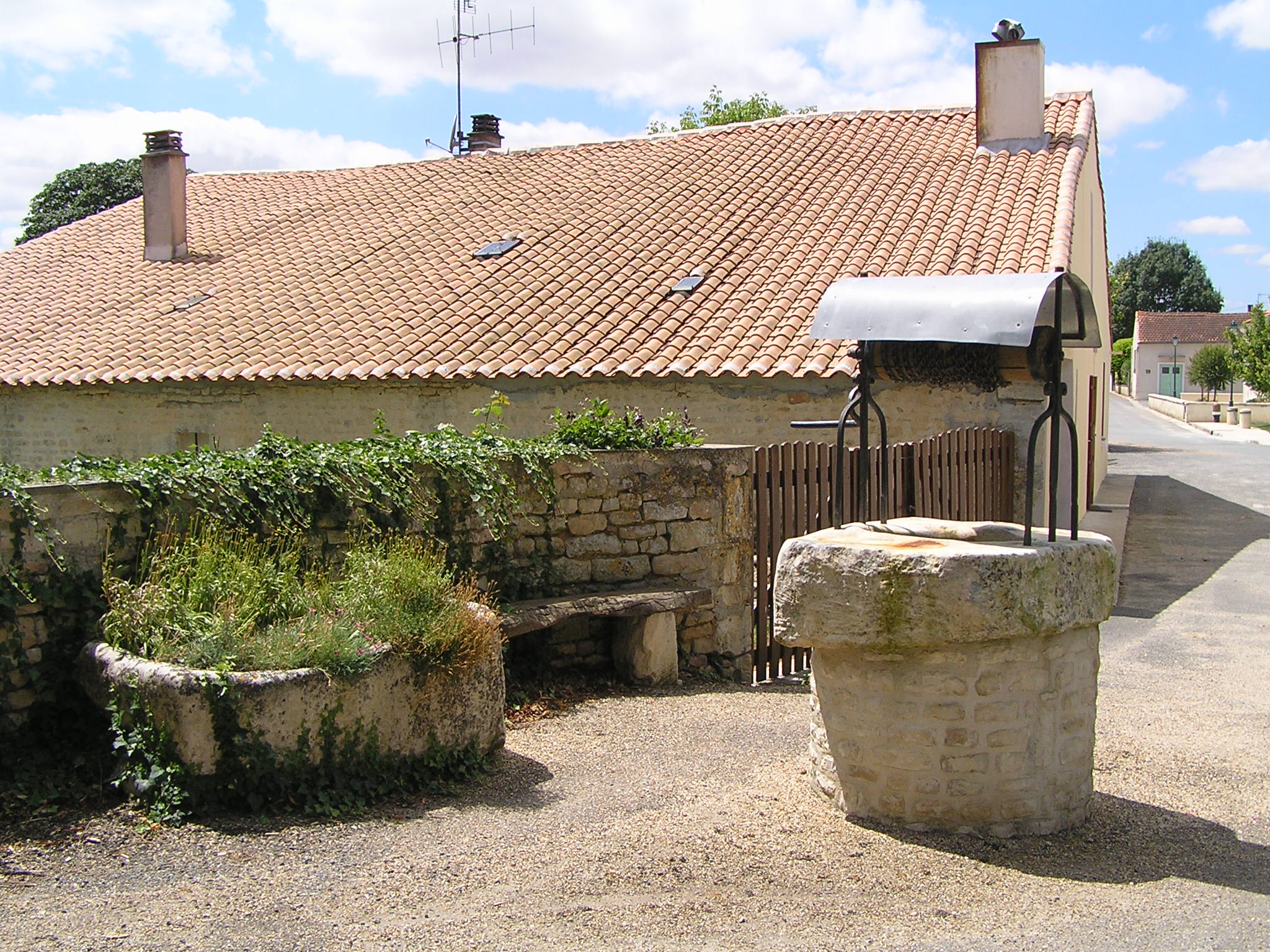
Puits près de l'église.
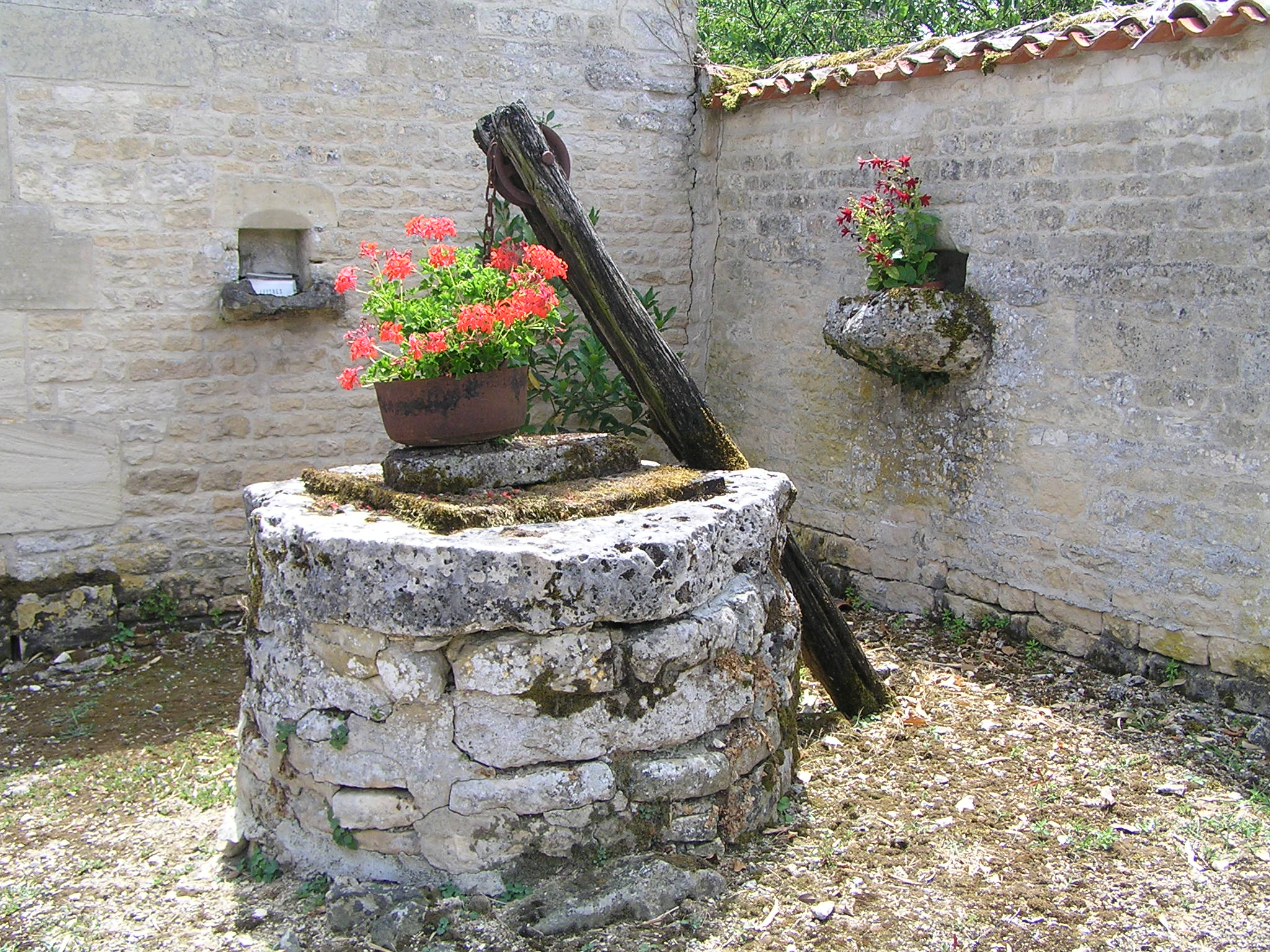
Autre puits.
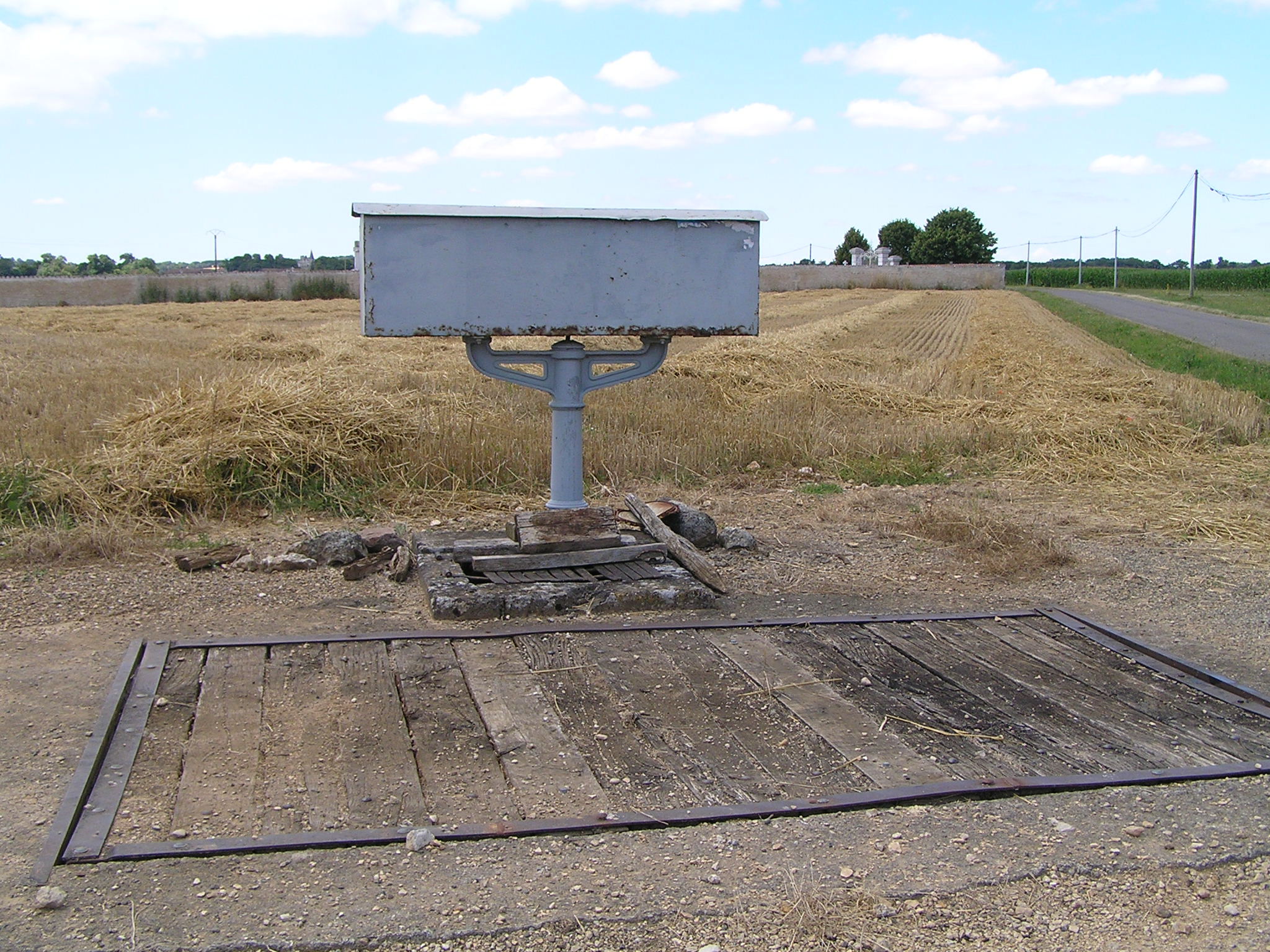
Poids public et cimetière.

### Patrimoine naturel
Les plaines de Barbezières à Gourville forment un des sites du réseau Natura 2000 de Charente.
Tout comme la plaine de Villefagnan, cette zone est particulièrement destinée à sauvegarder l'outarde canepetière.

## Personnalités liées à la commune
- Mickaël Brousse, né le 21 mai 1979, à Saint-Jean-d'Angély (Charente-Maritime). Il a vécu son enfance et adolescence au château de Barbezières. Marié en 2010 sur le thème médiéval/elfique dans ce même château, il est l'auteur d'une saga fantasy Thomas et la magie des mondes parallèles. Cette série de cinq romans est un savant mélange de magie, dragons et autres créatures[39].
- Pierre Labachot, dessinateur du journal La Charente libre pendant quelques années, était arrivé à Barbezières à l'âge de quatre ans avec ses parents. Albert, son père, a exercé le métier d'instituteur jusqu'à sa retraite. Pierre a beaucoup payé de sa personne pour l'animation du village, à travers des veillées spectacles, un journal, etc., mais aussi dans bien d'autres associations charentaises. Hélas il décédera lors d'un accident de voiture en 1987. Barbezières a commémoré son souvenir en organisant en 2012 une exposition et deux soirées cabaret où ses amis de 40 ans sont venus[40].